# أرجين (سلطانية)
أرجین (بالفارسية: ارجین) هي قرية تقع في إيران في قسم سلطانیة الریفي. يقدر عدد سكانها بـ 155 نسمة بحسب إحصاء 2016.